# 何潤好
何潤好（Ho Yuen Hoe，1908年2月18日—2006年1月11日）是佛教比丘尼，畢生奉獻自我，救濟老年及貧困之人，新加坡國內喻她為「受人敬仰的女慈善家」。何潤好晚年取法號淨潤，不過「淨潤法師」的稱謂鮮為人知。她生前是萬佛堂蓮池精舍的比丘尼住持，也在1969年創辦國內首所佛教療養院——萬佛堂療養院。
1996年，高齡88歲的何法師出現在電視節目《非凡之人》，社會大眾開始認識這位比丘尼，了解她為社會做出的貢獻，及她所開設的療養院。2001年，何潤好從新加坡總統手中榮獲公共服務星章，表彰她對國家的奉獻。晚年仍繼續投身慈善工作的她於2005年11月入院，隔年1月11日辭世，享耆壽97歲。

## 早年生活
何潤好於1908年2月18日出生於中國廣州，家中從事絲織工，三個孩子中排行第二。家境貧寒的她幼齡5歲便被賣掉，將這個女童買下的未婚婦女兩年後就逝世了，於是女童轉賣婦女的侄子或外甥，成為傭工，不到幾年又被賣了。何潤好十幾歲的時候，一群蛇頭勸說她和幾名少女移民新加坡，聲稱是要到當地的橡膠種植園工作，不過她最後並沒有得到這份工作。21歲的時候，她已是成年女性，身無分文、隻身一人，於是她嫁給了雜貨店老闆。後來雜貨店倒閉，夫妻二人前往香港，希望時來運轉。何潤好在鄰近的澳門擔任理髮師，之後發現丈夫另有妻室和子嗣，她決定獨自重返新加坡，誓不再嫁，與此同時她成為素食者。
1936年，28歲的何潤好經友人協助，在牛車水開店，店裡只有一把梳子、一個凳子和一盞煤油燈。她工時為早上8點到凌晨3點，專門為「阿嬤」和「紅頭巾」（三水婦女）梳頭及織辮子、髮髻，當時只收5分錢。日復一日，如此的生活過了快三十個年頭，只在急性關節炎發作時才暫停工作。省吃儉用的她到了四十多歲，有足夠的錢買下客納街（Club Street）的店屋。她即便目不識丁，仍做了房地產投資，最終成為房東，開始收房租。何潤好隨著財富增長，收購了更多資產，便開始領養窮苦人家的小孩，成為6個女兒、25個乾孩子的單親媽媽。

## 慈善工作
年少時候的何潤好是虔誠的佛教徒，於是她在孩子長大後，決定投身佛教事務，奉獻餘生關懷世人。50歲的她在1958年出家，成為比丘尼。1969年（61歲），何法師用積蓄買下理查茲道（Richards Avenue）的獨立式房子，以作萬佛堂療養院，救濟因病纏身的老人和單身老婦。20位左右的居民沒有足夠的收入養活自己，亦無親無故。她為了籌款，在东陵種植贏獎的白胡姬花並賣出去，也賣素食給碧山的光明山普覺禪寺。何潤好負責打理療養院，準備膳食供居民享用，還幫他們領取社會福利，甚至送他們人生最後一程。
何法師行善，鮮為人知，1996年，她出現在電視節目《星期二特寫—不平凡的人》當中，獲描述為「不平凡的比丘尼」，當時她高齡88歲。社會大眾漸漸開始了解她，及她開設的療養院。她在答詢為何要建立療養院時表示：
我曾經在一些療養院裡協助餵食老人家，看到他們面色黯淡，令我心酸。有位老人家告訴我，他們都是「直」著進療養院，「橫」著出來。我或許不識幾個字，但是我想回饋社會，我可不想就坐著等死。
社會大眾對何法師的無私奉獻和慈悲心腸有感而發，義工和捐款陸續湧入療養院，使其得以提供更完善的醫療服務與設施。何潤好發起宏願，向新加坡政府尋求土地，來擴張院址。衛生部贈予她位於兀蘭的一塊5000平方公尺的土地，供籌建新院址之用。為籌得建設資金，她在1998年出版《百味菜根香》（Top 100 Vegetarian Delights）食譜，十多萬新元就這樣湧入。四層樓的新址在2001年8月開幕，地址是兀蘭82街，居民近235人，提供居住、復健及日間護理。療養院不分年齡、性別、種族、宗教，會定期舉辦院內活動，如烹飪、手工藝術、卡拉OK、遊戲，也會安排居民參訪著名景點、參加社區活動。療養院原址現在是佛教廟宇萬佛堂蓮池精舍。
儘管年事已高，何法師持續籌款、完善醫療設備，另一方面，她也設立委員會，協助編排兒童佛法班，並向大眾募捐，讓她能持續行善。2004年，她接受《海峽時報》專訪時表示：「世間萬物皆無常，僅有行善是持久不衰的。當你付出，你就會有收穫。行善是惡業的最佳解藥。」
同年，兴都教慈善機構Shree Gniananda Seva Samajam捐贈7萬5000新元給萬佛堂療養院。2月11日，總統納丹何潤好的生日兼慈善晚會，致詞如下：
本次萬佛堂療養院慈善晚會活動為何潤好法師的96歲農曆生日。這場晚會也反映何法師多年來照顧老弱病殘，不分種族、言語、宗教。回顧著何法師這些年建立起的慈善事業，不愧是老幼國人的最強榜樣⋯⋯我和夫人祝何法師生日快樂、健康喜樂，也要感謝她對社區的寶貴貢獻。我們也祝萬佛堂療養院在服務病弱老人的事業上諸事順利。 

## 辭世
2006年1月11日晚上9點30分左右，在萬佛堂療養院，何法師於睡夢中辭世，終年97歲。她在2005年11月住院以前，為自己烹飪，打理自己的日常，也積極管理廟宇和療養院。住院期間，她中了風，影響說話能力，身體左邊癱瘓。隔月出院後，在療養院療養，離世前幾天胸部感染、呼吸困難。
得知何潤好逝世的消息，總統納丹送上一束玫瑰、菊花、胡姬花的花圈。許多政府官員也前往她的靈堂弔唁：衛生部高級政務部長巴拉吉、社區發展、青年及體育部政務部長符喜泉、教育部兼貿工部政務部長曾士生、西北社区发展理事会市長張俰賓。
廟宇職員表示，何潤好指示10萬新元平均分配給10家慈善機構。過世的十年前，何潤好為自己購買簡單的棺材，也留下1萬新元作為喪禮的費用。
2006年1月22日，20輛包租巴士將1000多名送葬者——信眾、乾孩子、坐輪椅的療養院居民、各佛教廟宇代表等——送往新明通道的自度庵進行最後的祈福和火葬儀式。何住持的骨灰在她的廟宇安置了100天，隨後遷到姪女居住的中國浙江省。2006年2月26日，她的遺骨和遺物放置在廟宇，供公眾瞻仰。所展示的舍利有結晶或珍珠狀沉積物，佛教徒相信佛教大師經火葬的遺骨會出現這些現象，並且予以敬仰。
何法師過世後，廟宇和療養院分別交由Seck Cheng Charn與Tang Wai Sum管理。

## 延伸閱讀
- Rajan, Dr Uma. . Singapore: Man Fut Tong. 2007.